# Karstadt – Der große Schlussverkauf
Karstadt – Der große Schlussverkauf ist ein Dokumentarfilm des WDR über die Hintergründe der KarstadtQuelle-Insolvenz.

## Handlung
Im Oktober 2002 sollen der Bauunternehmer Josef Esch, Vermögensverwalter von Großaktionärin Madeleine Schickedanz, Matthias Graf von Krockow, Vorstandssprecher des Bankhauses Sal. Oppenheim und Leo Herl, Mitglied im Aufsichtsrat des Unternehmens und Ehemann von Madeleine Schickedanz, vereinbart haben, einen Großteil der KarstadtQuelle-Immobilien zu verkaufen, mit dem Ziel, den Aktienkurs hochzutreiben, zuvor jedoch günstig weitere Aktienanteile über neu zu gründende Kleinunternehmen zu kaufen. Josef Esch bestätigte, es habe solche Überlegungen gegeben. Investor Thomas Middelhoff, später als Vorstandsvorsitzender der KarstadtQuelle AG eingesetzt, soll dabei mit über 15 Mio. Euro maßgeblich als Geldgeber beteiligt gewesen sein. Mit seiner Hilfe und der weiterer Investoren kaufte Oppenheim/Esch 2004 günstig fünf Immobilien des Konzerns, ließ sie sanieren und vermietete sie überteuert an Karstadt zurück. In einer firmeninternen Wirtschaftsprüfung und mehreren Rechtsgutachten wurde später festgestellt, der Verkauf sei „an den Kontrollgremien vorbei“ durchgeführt worden. Zitat aus dem Bericht der Wirtschaftsprüfungsgesellschaft: „Wesentliche Teile der Kooperationsvereinbarung zwischen KarstadtQuelle und der Oppenheim/Esch-Gruppe wurden nur mündlich geschlossen.“
Middelhoff soll nach Übernahme des Aufsichtsratsvorsitzes im Juni 2004 bewusst die Lage des Unternehmens negativ dargestellt haben, um so den Aktienkurs in den Keller zu treiben. Über in der Zwischenzeit gegründete Firmen konnte Oppenheim/Esch, so wird in Wirtschaftskreisen spekuliert, große Anteile billig einkaufen. Madeleine Schickedanz hielt im Mai 2005 schließlich die Mehrheit an KarstadtQuelle. Im selben Monat wurde Middelhoff von der Aktionärin Schickedanz als Vorstandsvorsitzender eingesetzt und soll unter anderem über eine private Chartergesellschaft von Oppenheim/Esch ungerechtfertigte und überteuerte Flüge für insgesamt mehr als 4,6 Mio. Euro gebucht haben. Durch Mitarbeiterentlassungen, Streichung von Betriebsrenten (hier für allein eine Milliarde Euro) und Forderung auf Lohnverzicht sowie den Verkauf eines Großteils der Immobilien trieb er den Aktienkurs in den Jahren 2005 bis 2007 in die Höhe. Am Immobilienkauf soll auch Goldman Sachs (Highstreet-Konsortium) maßgeblich beteiligt gewesen sein. Die Autoren der Dokumentation sprechen davon, dass im Rahmen der Transaktionen „offenbar Millionenbeträge in unbekannte Kanäle geflossen“ sind. Die Immobilien wurden an Karstadt zurückvermietet; die Mieten wurden dabei bis 2008 um insgesamt 27,1 Mio. Euro erhöht. Thomas Middelhoff soll entgegen seiner Aussage, auf 30 Prozent seiner Bezüge zu verzichten, doch sein volles Gehalt und eine mehr als 5 Mio. Euro hohe Abfindung erhalten haben. Interne Berichte nennen ein Ruhegehalt von über 12.000 Euro ab Januar 2011.
In einem Brief an die Vorstandsvorsitzenden vom 26. Februar 2009 schrieb Middelhoff kurz vor seinem Ausscheiden: „Rückblickend steht fest, dass das Ziel, den Konzern zu retten und auf eine tragfähige Basis zu stellen, erreicht wurde.“ Drei Monate später musste sein Nachfolger Karl-Gerhard Eick die Insolvenz beantragen.

## Auszeichnungen
Die Dokumentation wurde mit dem Deutschen Wirtschaftsfilmpreis 2010 ausgezeichnet.

„Den Autoren gelingt es darzustellen, wie das riesige Unternehmen vor die Hunde gehen konnte. Der Film zeigt, dass die Beziehungen zwischen privaten Investoren und Managern enger und weitreichender waren als bekannt - und welchen Einfluss dies auf das Ende des Unternehmens hatte. Das ist investigativer Journalismus.“